# Paket aranžman
Paket aranžman glazbeni je album objavljen 1981. u izdanju Jugotona.
Izvođači su tri beogradske rock grupe: Idoli, Šarlo akrobata i Električni orgazam. Smatra se jednim od najboljih i najznačajnijih albuma tadašnje YU rock scene čime je započeo novi val. 

## Popis pjesama
1. Šarlo akrobata - Ona se budi
2. Električni orgazam - Krokodili dolaze
3. Šarlo akrobata - Oko moje glave
4. Idoli - Schwüle über Europa
5. Šarlo akrobata - Mali čovek
6. Idoli - Plastika
7. Idoli - Maljčiki
8. Električni orgazam - Zlatni papagaj
9. Idoli - Amerika
10. Električni orgazam - Vi
11. Šarlo akrobata - Niko kao ja